# 1611 w literaturze
Wydarzenia literackie w 1611 roku.

## Nowe książki
- polskie
  - Stanisław Orzechowski – Kroniki polskie od zgonu Zygmunta Pierwszego (Annales Polinici ab excessu Divi Sigismundi Primi) (powst. 1554)
- zagraniczne
  - Biblia króla Jakuba
  - Vasco Mouzinho de Quevedo – Afonso Africano
  - Cyril Tourneur – The Atheist's Tragedy
  - Pieter Corneliszoon Hooft – Emblemata amatoria